# Васпуракан

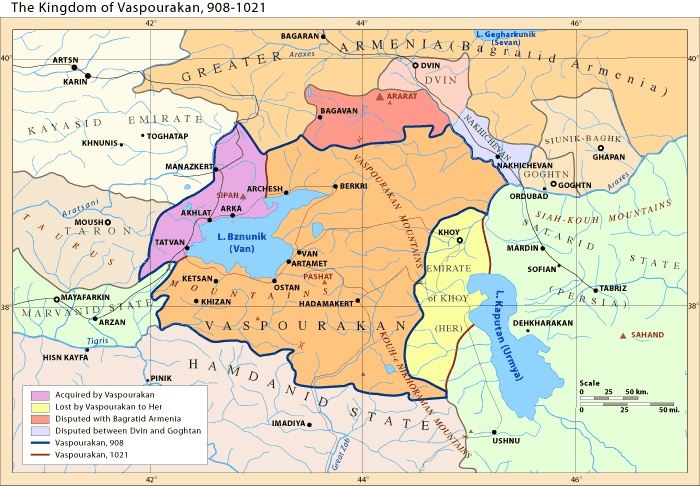
Васпураканське царство

Васпуракан (вірм. Վասպուրական, у греко-римських авторів — Басорепіда) — одна з областей Великої Вірменії, що розташовувалась між озерами Ван та Урмія і річкою Аракс, з центром у місті Ван.

## Історія

### Стародавня історія, античність
Територія Васпуракану була центром царства Урарту, стародавні її жителі називали себе наїрійцями. В державі Ахеменідів входив до складу провінції «Східна Вірменія», у III столітті до н. е. входив до складу Мідії Атропатени, потім його, за повідомленням Страбона, відвоював цар Великої Вірменії Арташес Iу 170-х роках до н. е. До початку нашої ери, за Страбоном, був цілковито населений вірменами.

### У складі Великої Вірменії
Площа наханга Васпуракан становила 40 870 км².

### Зростання Васпураканського князівства
З кінця VII століття спадковими правителями Васпуракану були представники вірменської родини Арцрунідів. У IX столітті Васпуракан був князівством у складі Вірменії. Початком зростання політичної самостійності Васпуракану був період правління Ашота Арцруні (859–875). Особливо роль Васпуракану зросла за правління Дереніка (875–885), який підтримував об'єднувальну політику Багратідів. За часів правління сина Дереніка — Ашота (885–904) Васпуракану царем Смбатом було подаровано як умовне володіння Нахіджеван, що раніше належав Сюнійським князям. Надалі цей крок став однією з причин розбрату.

### Васпураканське царство
Після смерті Ашота 904 року правителем став його брат — Гагік, який розділив владу зі своїм молодшим братом Гургеном. У той же час цар Смбат відняв у Васпуракана Нахіджеван, віддавши його потім (імовірно, 908 року) сюнійському князю. Невдоволення Гагіка призвело до його зближення з арабським еміром Атропатени Юсуфом.
Арабська держава, що поступово посилювалась, прагнула підкорити сусідні християнські царства та князівства. Суперечками вірменських феодалів вирішив скористатись Юсуф. Запросивши Гагіка 908 року до Атропатени, він подарував тому корону й титул «Царя Вірменії», хоч фактично він таким не був. У відповідь Юсуф заручився підтримкою Гагіка у разі нападу на Багратідів. Однак, оцінивши можливі наслідки успіху Юсуфа як для всієї Вірменії, так і для Васпуракану зокрема, під час нападу арабів 909 року Гагік його не підтримав.
За Сенекеріма Арцруні (968–1021) у Васпураканському царстві було близько 10 міст, 4 тисячі поселень, 72 фортеці, 115 монастирів, країна була дуже щільно заселеною. Через Васпураканське царство проходила південна гілка важливого торгового караванного шляху. Високого розвитку у Васпураканському царстві сягнули ремісниче виробництво й торгівля. За царювання (908—943) Гагіка Арцруні велись значні будівельні роботи в містах Востан, Ахтамар, Ван. Значно зросла культура; найвидатнішими її представниками були архітектор Мануел і поет Григор Нарекаці.

### У складі Візантії
Васпураканське царство зазнавало нападів тюркських племен, які прийшли зі сходу. Неспроможний протистояти навалі, Сенекерім Арцруні 1021 року погодився приєднати своє царство до Візантії, після чого воно припинило самостійне існування. Візантійський імператор віддав Арцрунідам владу над вірменонаселеною Себастією та Каппадокійською фемою. Разом із двором до Каппадокії переїхало близько 60 тисяч чоловік.
Візантійський імператор Василій II для посилення влади переселив до Васпуракану частину феодалів та військовослужбовців з Македонії. Там було утворено особливе намісництво — катепанат. При цьому візантійських сил для захисту області від зовнішніх загроз не вистачало. 1042 року в захисті від нападів сусідніх емірів значну роль відіграли місцеві жителі на чолі з вірменським князем Хачиком. У 1048–1049 роках стались набіги турків-сельджуків, організувати оборону візантійська влада виявилась неспроможною. Після поразки союзної армії Візантії та царства Багратідів під Маназкертом 1071 року Васпуракан увійшов до складу Імперії сельджуків.

### У складі Османської імперії
Завоювання Васпуракану османами належить до XVI століття: 1533 року вони взяли місто Ван, а з 1550-х років уся область цілковито перейшла під їхній контроль.
Ще у XIX — початку XX століття вірмени у Васпуракані продовжували складати значну частину населення, а в деяких повітах уздовж озера Ван — абсолютна більшість. Вірменське населення регіону було частково знищено турками під час геноциду вірменів 1915 року, частково було змушене залишити батьківщину після розпаду фронту 1918 року.